# Alone in Love
Alone in Love (en hangul, 연애시대; romanización revisada, Yeonaesidae) es una serie de televisión surcoreana emitida en 2006. Está basada en la novela japonesa Generación de amor (恋愛時代?) de Hisashi Nozawa publicada en 1996, que ganó el premio literario Shimase 1997 y narra la historia dos personas comunes, que aunque ya se divorciaron hace tres años, no son capaces de dejarse solos, reuniéndose persistentemente, peleando, ofreciendo apoyo y consuelo el uno al otro. Los dos parecen destinados a estar juntos, pero sin estar dispuestos a enfrentar su pasado y hacer frente a la tragedia que han pasado años tratando de olvidar.
Es protagonizada por Kam Woo Sung recordado por su protagónico un año antes en King and the Clown una de las películas más vistas en la historia del cine surcoreano, Son Ye Jin de Aroma de Verano (2003), Gong Hyung Jin en You're Not Alone y Lee Ha-na debutando en la actuación. Fue emitida por Seoul Broadcasting System desde el 3 de abril hasta el 23 de mayo de 2006, con una extensión de 16 episodios emitidos cada lunes y martes.

## Argumento
Eun-ho (Son Ye-jin) y Dong-jin (Kam Woo-sung) se conocen un día en la librería donde el trabaja y que están inmediatamente atraído el uno al otro. Se enamoran después de salir juntos en varias ocasiones decidieron casarse, pero dos años más tarde se divorciaron. Dong-jin todavía trabaja en la librería, mientras que Eun-ho en un gimnasio. Aun así, un año y medio después de su divorcio, los dos todavía se reúnen en su panadería favorita para tomar desayuno y pelearse como una pareja casada por cosas, como cenar en su aniversario de boda con un cupón de comida gratis que les proporcionó el hotel donde se casaron. 
La narrativa está marcada por monólogo interior del personaje ya sea en sus relaciones pasadas y actuales, como los nuevos intereses amorosos que entran en sus vidas. Todo esto hace que ellos se pregunten si estos sentimientos persistentes, son amor o demasiado miedo de empezar de nuevo al terminar la relación pasada por completo, ya que ellos no poseen el valor suficiente para enfrentarse y ser capaces de seguir adelante sobre el malentendido del día en que el bebé de Eun-ho murió durante el embarazo.

## Reparto
- Kam Woo-sung como Lee Dong-jin
- Son Ye-jin como Yoo Eun-ho
- Gong Hyung-jin como Gong Jun-pyo
- Lee Ha-na como Yoo Ji-ho
- Moon Jeong-hee como Jung Yoo-kyung
- Oh Yoon-ah como Kim Mi-yeon
- Lee Jin-wook como Min Hyun-joong
- Seo Tae-hwa como Jung Yoon-soo
- Go Hye-young como Choi Young-in
- Jin Ji-hee como Cho Eun-sol
- Ha Jae-sook como Na Yoo-ri
- Kim Kap-soo como Yoo Ki-young
- Gi Joo-bong como Lee Dae-hoon

## Producción

### Lugares
La mayoría de los lugares de rodaje se ubican en Bundang-gu, Seongnam en la Provincia de Gyeonggi. Eun Ho y la casa de Ji Ho está en Bundang-dong, cerca de la catedral de San Juan. La casa de Dong Jin está ubicada en la Villa Ewha. Mientras que el Dunkin' Donuts donde Dong Jin y Eun Ho frecuentan tomar desayuno esta en Jeongja-dong. El hospital donde trabaja Jun Pyo es el hospital Bundang Jesaeng cerca de la estación Seohyeon. La ruta en bicicleta que Eun Ho hace todos los días de es a lo largo del Tancheon, un afluente del río Han junto a la ciclo vía en Imae-dong.
La librería donde trabaja Dong-jin es la Librería Kyobo cerca de la estación de Gangnam. El gimnasio donde trabaja Eun Ho es el Suwon World Cup Sports Center, atrás del Estadio Mundialista de Suwon. La playa donde Dong Jin le pide matrimonio a Eun Ho está en Jeongdongjin. El Grand Hyatt Seoul es donde tienen su cena de aniversario falsa. La boda de Dong Jin con Yoo Kyung se lleva a cabo en el Land Ferry.

## Emisión internacional
- Estados Unidos: MHz Worldview (2010).[6]
- Japón: KNTV (2007), LaLa TV (2007-2008) y BS-TBS (2008-2009).
- Taiwán: Videoland Drama (2006-2007).
- Vietnam: HTV3 (2009).[7]